# St. Charles (Dakota Południowa)
St. Charles – jednostka osadnicza w Stanach Zjednoczonych, w stanie Dakota Południowa, w hrabstwie Gregory.